# Wohpe Tholus
Il Wohpe Tholus è una struttura geologica della superficie di Venere.